# Грабовский, Франц
Франц Грабовский (пол. Franciszek Grabowski; 1750 — 10 марта 1836, Osmolice Pierwsze, Люблинское воеводство) — сенатор-воевода Царства Польского, защитник привилегий польской шляхты. 

## Биография
Родился в 1750 году. Представитель рода Грабовских герба Побог. В наполеоновском Герцогстве Варшавском был членом Государственного совета. Был известен, как противник Кодекса Наполеона, активно выступавший против его утверждения в Герцогстве Варшавском. В этом вопросе был постоянным оппонентом министра юстиции герцогства Феликса Лубенского. При падении герцогства снова добивался отмены Кодекса и французской системы судебного разбирательства.
В российском Царстве Польском Грабовский стал сперва сенатором-каштеляном (1815), а затем сенатором-воеводой (1825). Кавалер орденов Святого Станислава 1-й степени (1815) и Белого Орла (1829).
В Царстве Польском был известен своими пророссийскими политическими взглядами. Не был заранее предупреждён о начале Ноябрьского восстания, однако, согласился признать его и подписал акт о низложении Николая I, как царя Польского. 
Отец сенатора Томаша Грабовского. 
Скончался в 1836 году в своей усадьбе Осмолицы.